# Escudo de San Marino
El escudo de armas de San Marino tiene su origen probablemente en el siglo XIV y se considera el símbolo de libertad e independencia de la república más antigua del mundo.
El blasonamiento es el siguiente: en un campo de azur, tres picos de sínople que representan las tres rocas del Monte Titano de la capital de San Marino: Cesta, Guaita y Montale. Sobre las tres rocas, tres torres de plata y sobre las torres, colocadas en palo, tres plumas de plata. El escudo tiene forma de corazón y está bordeado de oro. Aparece rodeado por dos ramas, una de laurel y otra de roble y está timbrado con una corona forrada de oro, cerrada por cuatro diademas, vistas tres, decoradas con perlas y rematadas con un orbe y una cruz. La corona representa la soberanía de la República de San Marino.
En la parte inferior figura una cinta de plata con el lema nacional, LIBERTAS, (libertad).
El escudo figura, entre otros lugares, en el centro de la bandera estatal y en el escudo de la Federación Sanmarinense de Fútbol.

## Galería de escudos

Escudo de armas de San Marino antes de la normalización de 2011